# Jednadžba pravca
O pravcu se može razmišljati kao o najkraćoj udaljenosti između dviju točaka ili kao o krivulji s beskonačno velikim radijusom zakrivljenosti. Pojmovi kao što su točke i pravci te njihovi jednostavni i složeniji odnosi u prostoru jedan su od temelja Euklidske geometrije, a kasnije i analitičke geometrije kakvu je danas poznajemo.

## Jednadžba pravca

### Implicitna jednadžba pravca
Razmatramo li jednakost oblika
{\displaystyle Ax+By+C=0\,}
ustanovit ćemo da postoji beskonačan broj parova x,y koji udovoljavaju jednakosti. Kako svaki uređen par brojeva u kartezijanskom koordinatnom sustavu x0y određuje koordinate jedne točke, grafički prikaz svih točaka daje nam sliku pravca u ravnini, a gore prikazanu jednadžbu nazivamo implicitnom ili općom jednadžbom pravca.

### Eksplicitna jednadžba pravca
Preuredimo li implicitnu jednadžbu pravca 
{\displaystyle Ax+By+C=0\,}
u drugi oblik kako slijedi
{\displaystyle By=-Ax-C\,}
{\displaystyle y=-{\frac {A}{B}}x-{\frac {C}{B}}\,}
naći ćemo i eksplicitnu jednadžbu pravca koja se može zapisati i u obliku
{\displaystyle y=ax+b\,}
gdje a i b ovise o A, B i C na način da je
{\displaystyle a=-{\frac {A}{B}}}
{\displaystyle b=-{\frac {C}{B}}}
Eksplicitna jednadžba pravca izravno prikazuje koficijent smjera pravca, odn. nagib pravca a te odsječak b koji pravac određuje na y-osi, odn. ordinati.

### Segmentna jednadžba pravca
Preuredimo li sada eksplicitnu jednadžbu pravca
{\displaystyle y=ax+b\,}
u treći oblik kako slijedi
{\displaystyle y-ax=b\,}
{\displaystyle {\frac {y}{b}}-{\frac {ax}{b}}=1\,}
{\displaystyle {\frac {y}{b}}+{\frac {x}{\frac {-b}{a}}}=1\,}
naći ćemo i jednadžbu pravca u segmentnom obliku gdje su b i -b/a segmenti ili odsječci na y, odn. x-osi. Segmentna jednadžba pravca može se zapisati i u sljedećem obliku
{\displaystyle {\frac {x}{m}}+{\frac {y}{n}}=1\,}
gdje su 
{\displaystyle m=-{\frac {b}{a}},\,}
{\displaystyle n=b.\,}

### Druge oznake
Ponekad se implicitna jednadžba pravca iskazuje u obliku
{\displaystyle ax+by+c=0\,}
gdje se tada eksplicitna jednadžba pravca prikazuje kao
{\displaystyle y=kx+l\,}
gdje je k koeficijent smjer pravca, a l odsječak na y-osi.

## Određenost pravca
Pravac je u ravnini određen ili sa zadanom točkom kroz koju prolazi pravac i koeficijentom smjera ili s dvjema zadanim točkama kroz koje pravac prolazi.

### Pravac određen točkom i koeficijentom smjera
Neka je pravac određen točkom {\displaystyle ''T''(x_{1},y_{1})} i koeficijentom smjera a. Jednadžba pravca se u tom slučaju uobičajeno prikazuje u obliku
{\displaystyle y-y_{1}=a(x-x_{1})\,}.

### Pravac određen dvjema točkama
Pravac je po definiciji određen dvjema točkama koje nisu jednake, a jednadžba pravca koji prolazi kroz dvije točke {\displaystyle ''T_{1}''(x_{1},y_{1})} i {\displaystyle ''T_{2}''(x_{2},y_{2})} prikazuje se uobičajeno u obliku
{\displaystyle y-y_{1}={\frac {y_{2}-y_{1}}{x_{2}-x_{1}}}(x-x_{1})\,}.

## Značaj
Pravac, njegovu grafičku i matematičku interpretaciju nalazimo u brojnim područjima matematike i znanosti. Naime, razmotrimo li eksplicitni oblik jednadžbe pravca
{\displaystyle y=ax+b\,}
i ako definiramo da je x slobodna promjenljiva veličina, odn. nezavisna varijabla, a y zavisna varijabla gdje će nezavisna varijabla poprimati vrijednosti iz domene realnih brojeva i gdje će se svakom elementu domene pridružiti jedan i samo jedan odgovarajući element kodomene, tada gore prikazani izraz možemo nazvati funkcijom gdje je
{\displaystyle y=f(x)=ax+b\,}
Kodomenu nazivamo i područjem vrijednosti funkcije, a u slučaju gdje je funkcija oblika: {\displaystyle y=ax+b}, 
funkciju nazivamo i linearnom funkcijom, a pravac grafom ili grafičkim prikazom takve funkcije. Linearna funkcija uključuje i proporcionalnu, odn. razmjernu funkciju oblika 
{\displaystyle y=f(x)=ax\,}
koju slijede brojni prirodni zakoni i pojave u svim područjima znanosti.